# Хёрен, Томас
Томас Хёрен (нем. Thomas Hoeren) (родился 22 августа 1961 в Динслакен, Германия) немецкий учёный-юрист, специализирующийся на праве интеллектуальной собственности, информационном праве, интернет праве и праве телемедиа, доктор наук, профессор.

## Биография
С 1980 до 1987 года Томас Хёрен изучал богословие и право в Мюнстере, Тюбингене и Лондоне. В 1986 он получил степень церковного лиценциата богословия и сдал в 1987 свой первый юридический государственный экзамен. В 1989 году защитил в Вестфальском Университете им. Вильгельма в Мюнстере диссертацию на тему «Передача права на программное обеспечение как купля-продажа вещи» и стал кандидатом наук. В 1991 году сдал второй юридический государственный экзамен. В 1994 году получил степень доктора наук, и снова в Мюнстере, на тему «Саморегулирование в банковском и страховом праве», в 1995 году Томас Хёрен работал профессором на юридическом факультете Университета им. Генриха Гейне в Дюссельдорфе, где преподавал гражданское и международное экономическое право.
С апреля 1996 до 2011 года Томас Хёрен был судьей Верховного земельного суда Дюссельдорфа. В 1997 году получает предложение стать председателем кафедры информационного права и правовой информатики юридического факультета Вестфальского университета им. Вильгельма в Мюнстере и одновременно занимается исследованиями в Европейском Центре Исследования Информационных Систем (European Research Center for Information Systems). Он имеет лицензию на преподавание гражданского права, экономического права, гражданского процессуального права и правовой информатики.
Вплоть до 1997 года Хёрен был советником по правовым вопросам при Европейской Комиссии/DG XIII в Юридическом консультативном совете по информационным технологиям и членом целевой группы по вопросам интеллектуальной собственности Европейской Комиссии. Он также является членом научно-консультативного совета DENIC, и членом совета директоров исследовательского центра информационного права при университете Санкт-Галлена.
С июня 2000 года Хёрен работает во Всемирной Организации Интеллектуальной Собственности как член группы экспертов по доменным номерам. Кроме того, с 2004 года является членом коллегии научных сотрудников в Оксфордском Интернет Институте (Oxford Internet Institut/Balliol College), член Технического Комитета по коммуникации при Немецкой Комиссии по делам ЮНЕСКО, член рабочей группы «Новые Медиа» конференции ректоров Высших Учебных Заведений и член технического комитета по авторскому праву и праву издательств Немецкой Ассоциации по защите авторских и патентных прав. С 1997 года Хёрен возглавляет Институт информационного, телекоммуникационного и медиа права.
Женат, имеет двоих детей; живет в частном доме в Штайнфурте.

## Конфликт с GEMA
В интервью журналу brandeins в 2012 году профессор Хёрен поделился следующим: по его мнению в проистекающем из 30-х годов конструкте GEMA (немецкого общества по коллективному управлению авторскими и смежными правами) уже в те времена присутствовали "мафиозные" структуры, которые и по настоящий день контролируют GEMA.
Вслед за интервью GEMA потребовала официального опровержения.
В своём опровержении профессор Хёрен указал:

Конечно же GEMA не имеет ничего общего с Мафией. Между ними есть очень много различий, в частности, Мафия осуществляет свою деятельность из Италии, GEMA же из Мюнхена; Мафия отрубает своенравным пальцы, подобные практики со стороны Gema мне неизвестны; Мафия задействована в нелегальной проституции, убийствах, отмывании денег, тогда как GEMA нет.

## Награды
- 2006: Исследовательская премия технических коммуникаций.

## Издательская деятельность
- До 1997 года член редакции журнала «Компьютер и Право», соиздатель журнала «Право информационных и коммуникационных технологий» и «EDI Правовой Обзор».
- С 1998 года соиздатель журнала «Мультимедиа и Право» (MMR).
- С мая 2005 года редактор «Информатики и права» швейцарского юридического интернет-журнала «Jusletter».
- С 2007 года член консультативного совета журнала «Компьютер и Право».
- Редактор образовательного журнала «Ad legendum».

## Хобби
Увлекается фотографией. Автор кулинарной книги и путеводителя по Штайнфурту.